# Kremer Racing
Kremer Racing – niemieckie przedsiębiorstwo tuningu samochodów wyścigowych oraz zespół wyścigowy, założone w 1962 roku przez braci Erwina i Manfreda Kremera z bazą w Kolonii. Firma przebudowuje głównie samochody Porsche.
W historii startów zespołu wyścigowego ekipa pojawiała się w stawce FIA GT Championship, American Le Mans Series, FIA Sportscar Championship, 24h Nürburgring Nordschleife, 24-godzinnego wyścigu Le Mans, ADAC GT Cup, 24-godzinnego wyścigu Daytona, Interserie, Porsche-Cup, European Touring Car Championship oraz  World Sportscar Championship.

## Sukcesy zespołu
- 24h Le Mans

1979 (Gr.5) - Porsche 935 K3 (Klaus Ludwig, Don Whittington, Bill Whittington)
- 24h Daytona

1995 - Kremer K8 Spyder (Jürgen Lässig, Christophe Bouchut, Giovanni Lavaggi, Marco Werner)
- 24h Nürburgring Nordschleife

2012 (SP7) - Porsche 911 GT3 KR (Wolfgang Kaufmann, Altfrid Heger, Dieter Schornstein, Michael Küke)
- European Touring Car Championship

1968 - Erwin Kremer'
- Porsche-Cup

1972 - John Fitzpatrick
1973 - Clemens Schickendanz
1974 - John Fitzpatrick
1976 - Bob Wollek
1979 - Klaus Ludwig
1987 - Volker Weidler
1990 - Bernd Schneider
- Interserie

1990 - Bernd Schneider
1992 - Manuel Reuter
1993 - Giovanni Lavaggi